# Cerro Itacurubí
El Cerro Itacurubí es un pequeño montículo y otero situado en el centro sur del Departamento Central, República del Paraguay, y el llano del Ypoá. Esta elevación corresponde al grupo de cerros del Ybytypanemá. Su cota es de 90 metros sobre el nivel del mar.
- Datos: Q5763052